# 주에티오피아 대한민국 대사관 겸 주아프리카 연합 대한민국 대표부
주에티오피아 대한민국 대사관 겸 주아프리카 연합 대한민국 대표부(암하라어: በኢትዮጵያ የኮሪያ ሪፐብሊክ ኤምባሲ እና የኮሪያ ሪፐብሊክ ተልዕኮ ለአፍሪካ ህብረት)은 1965년 에티오피아 아디스아바바에 개설된 대한민국 외교부 소속의 대사관이다. 이 공관은 세이셸, 지부티를 겸임하며, 아프리카 연합 주재 대한민국 대표부도 겸임한다.

## 역사
대한민국은 1963년 12월 23일 에티오피아와 외교 관계를 수립했다. 이어 1965년 3월 25일 상주 대사관을 개설했으며, 이듬해 6월 초대 엄요섭 대사의 신임장을 제정했다. 2020년에는 주에티오피아 한국 대사관에 주아프리카 연합 대표부를 설치하였다.
에티오피아는 1968년 5월부터 일본 상주 대사가 주한 대사를 겸임했으며, 1992년 7월 상주 대사가 처음 부임했으나 2002년 4월 주한 대사관을 폐쇄했다가, 2012년 4월 주한 에티오피아 대사관이 재개설되었다. 에티오피아는 1975년 6월 조선민주주의인민공화국과도 외교 관계를 맺은 남북한 동시 수교국이다.

## 역대 주에티오피아 대한민국 대사
- 제1대: 엄요섭 (1966년 6월 3일 신임장 제정)
- 제2대: 장지량 (1969년 9월 17일 신임장 제정)
- 제3대: 장재룡 (1973년 8월 29일 신임장 제정)
- 제4대: 박준하 (1975년 8월 26일 신임장 제정)
- 제5대: 정희택 (1978년 8월 26일 신임장 제정)
- 제6대: 김득보 (1983년 2월 19일 신임장 제정)
- 제7대: 고창수 (1987년 11월 23일 신임장 제정)
- 제8대: 김승영 (1990년 9월 8일 신임장 제정)
- 제9대: 공선섭 (1993년 7월 7일 신임장 제정)
- 제10대: 정신 (1996년 4월 18일 신임장 제정)
- 제11대: 한재철 (1999년 4월 15일 신임장 제정)
- 제12대: 김창수 (2001년 3월 13일 신임장 제정)
- 제13대: 김상윤 (2003년 3월 27일 신임장 제정)
- 제14대: 정병국 (2005년 10월 4일 신임장 제정)
- 제15대: 정순석 (2008년 12월 16일 신임장 제정)
- 제16대: 김종근 (2011년 9월 22일 신임장 제정)
- 제17대: 김문환 (2014년 12월 23일 신임장 제정)
- 제18대: 임훈민 (2018년 2월 28일 신임장 제정)
- 제19대: 강석희 (2020년 12월 22일 신임장 제정)
- 제20대: 정강 (2024년 3월 14일 신임장 제정)

## 같이 보기
- 주한 에티오피아 대사관
- 대한민국의 재외공관 목록
- 에티오피아 주재 외국공관 목록
- 대한민국-에티오피아 관계